# Carl August Wilhelm Schwacke
Carl August Wilhelm Schwacke (Alfeld, Alemanha, 1848 — Barbacena, Minas Gerais, Brasil, 1904) foi um botânico, explorador e naturalista alemão.
Nasceu em Alfeld, perto de Hanôver, e estudou ciências naturais na Universidade de Göttinegn e na Universidade de Bonn, especializando-se em botânica após sua graduação.
Migrou para o Brasil em 1873, e em março de  1874 é contratado como naturalista explorador ("Naturalista viajante") pelo Departamento de Botânica do Museu Nacional do Rio de Janeiro. Viajou por todos os países sul-americanos, desde 1877, formando uma rica coleção para o herbário.  Em 1891, sai do Museu e aceita um posto de professor de botânica na Escola de Farmácia de Ouro Preto, em  Ouro Preto (Minas Gerais), onde permaneceu até a sua aposentadoria.  No mesmo ano em que entra na Escola, obtém o posto de decano. Com a ajuda dos estudantes, durante as numerosas excursões botânicas, criou uma impressionante coleção para um herbário, inaugurado em 1892; atualmente apresenta mais de 30.000 espécimens.  Em 1986 suas coleções foram incorporadas ao herbário central (organizado por José Badini) na Universidade Federal de Ouro Preto.
Suas contribuições científicas para a botânica foram principalmente no ramo taxonômico. Criou na família das leguminosas o gênero  Amburana Schwacke & Taub. 1894, e mais 175 (IPNI).

## Biografia
- Ber. Deutsch. Bot. Ges., 23:12-15, 1906.
- Fl. Brasil. 1 (1):  104 - 105.  1906.